# 庄交ハイヤー
庄交ハイヤー株式会社（しょうこうハイヤー）は、山形県鶴岡市に本社を置く、庄交コーポレーション傘下のタクシー事業者である。
2002年4月1日に、庄内交通観光バスと庄交ハイヤーの2社が合併して「庄内交通バス・ハイヤー」（しょうないこうつうバス・ハイヤー）となったが、2012年4月1日に再び分社、社名も「庄交ハイヤー」（バス事業は「庄内交通観光バス」）に戻っている。

## 沿革
- 1977年4月11日 - 庄交ハイヤーを設立。
- 2002年4月1日 - 庄内交通観光バスと合併して庄内交通観光バス・ハイヤーに商号変更。
- 2012年4月1日 - 庄内交通観光バスと分社して庄交ハイヤーに商号を戻す。